# 渋谷米太郎

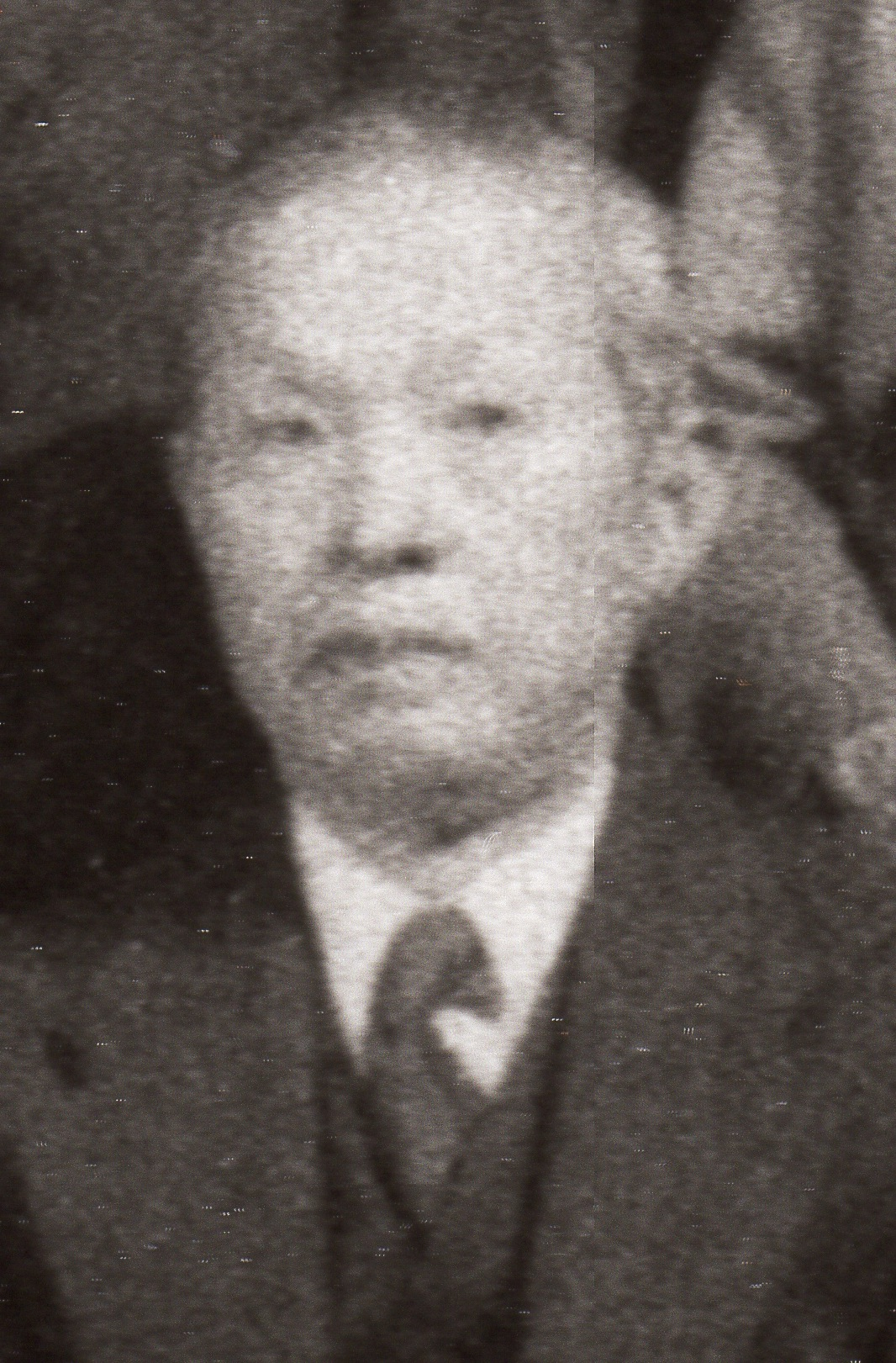
渋谷 米太郎

渋谷 米太郎（しぶや よねたろう、1877年（明治10年）12月20日 - 1971年（昭和46年）9月28日）は、日本の実業家。三菱ふそう自動車（株）初代会長、元太平興業（株）相談役、元第一貨物（株）顧問、栄典・称号は、レジオンドヌール勲章・藤島町名誉町民（現・鶴岡市名誉市民）。妻・ミサは山口鋭之助の長女。長女・光子は井上薫の妻。

## 略歴
- 1877年（明治10年） - 山形県東田川郡藤島町下町（現・鶴岡市）に生れる。
- 1896年（明治29年） - 荘内中学校（現・山形県立鶴岡南高等学校）卒業
- 第二高等学校（現・東北大学）卒業
- 1903年（明治36年） - 東京帝国大学英法科卒業
  - 三菱合資会社入社
- 門司副支店長
- 1911年（明治44年） - 香港支店長
- 1919年（大正8年） - 三菱商事（株）常務取締役
- 1920年（大正9年） - 三菱内燃機（株）常務取締役
- 1928年（昭和3年） - 三菱航空（株）常務取締役
- 三菱重工業・監査役
- 理研金属（株）監査役
- 1949年（昭和24年） - 国際電気通信（株）取締役
  - 三菱ふそう自動車（株）初代会長就任
- 同相談役
- （財）荘内館・理事
- 1971年（昭和46年） - 死去。享年94、東京都台東区上野の谷中霊園に墓がある。

## 受賞歴
- 1931年（昭和6年） - レジオンドヌール勲章
- 1969年（昭和44年） - 藤島町名誉町民顕彰